# Ronaldo
Ronaldo Luis Nazario de Lima, známý jako Ronaldo (* 18. září 1976, Bento Ribeiro), je bývalý brazilský fotbalový útočník. Kromě brazilského má i španělské občanství. Od roku 2018 je většinovým vlastníkem a prezidentem prvoligového španělského klubu Real Valladolid.
Je přezdíván O Fenômeno („Fenomén“). Díky své rychlosti, schopnosti driblovat a střeleckým instinktům je Ronaldo obecně uznáván za jednoho z nejlepších hráčů v moderní historii fotbalu. Jeho slabinou byla dlouhodobá zranění. 2× vyhrál zlatý míč.
FIFA jej zvolila nejlepším fotbalistou v letech 1996, 1997 a 2002.
Ve Španělsku obdržel Trofeo Pichichi za největší počet nastřílených branek, konkrétně v letech 1997 a 2004.
Zúčastnil se čtyř světových šampionátů, a to v letech 1994 (zlato), 1998 (stříbro), 2002 (zlato) a 2006 (čtvrtfinále). Na mistrovství v roce 2006 se stal nejlepším střelcem světových šampionátů v historii s 15 góly, roku 2014 jej ale překonal Miroslav Klose.
V únoru 2011 oznámil ukončení kariéry ve 34 letech.

## Klubová kariéra

### Cruzeiro (1993–1994)
Ronaldo za Cruzeiro debutoval ve svých 16 letech a v premiérové sezóně vsítil 12 branek, pět z nich proti týmu Bahia.
V brazilské lize byl v tomto období známý jako „Ronaldinho“.

### PSV Eindhoven (1994–1996)

#### První sezóna (1994–1995)
První evropskou štací nadějného Brazilce se stal nizozemský PSV Eindhoven, v jehož dresu se už dříve prezentoval Romário. Mezi zájemci, kteří neuspěli, byly týmy jako Ajax, AC Milán a Juventus.
Trenér Aad de Mos jej nasadil od začátku do zápasu prvního kola ligy proti Vitesse a Ronaldo se odvděčil gólem ještě před desátou minutou. PSV v Arnhemu zvítězilo 4:2, u dvou gólů byl Luc Nilis.
Další zápas před domácími fanoušky na stadionu Philips otevřel skóre v první minutě. V průběhu přidal ještě druhý a zajistil vítězství 4:1 nad Go Ahead Eagles.
Na dubnovém pokoření Utrechtu 4:0 se podílel premiérovým hattrickem.
Cesta Pohárem UEFA byla krátká, v 1. kole totiž Eindhoven vypadl s Leverkusenem. Zářijový zápas na půdě německého týmu přinesl porážku 4:5 a tři góly soupeřova Ulfa Kirstena. Mnozí však opěvovali výkon mladého 17letého Brazilce, který svůj výkon též korunoval hattrickem. Ronaldo se dostal do dalších šancí, proti byl však německý gólman Rüdiger Vollborn.
Za sezónu nastřílel celkově 33 branek za 35 utkání. V nizozemské lize se počet jeho gólů zastavil na 30, stal se tak nejlepším střelcem. Mužstvo vybojovalo třetí příčku.

#### Druhá sezóna (1995–1996)
Nizozemská liga začala v srpnu, první Ronaldovy góly dorazily v září proti Heerenveenu (výhra 5:1) a Utrechtu (výhra 3:0). Proti každému z nich se prosadil dvakrát a jednu trefu zaznamenal další zápas proti Volendamu (výhra 5:0).
První kolo Poháru UEFA proti finskému MyPa ovládl celkově 5 góly, Eindhoven se po výsledcích 1:1 a 7:1 dostal do další části. V říjnu 1995 absentoval tři zápasy kvůli kolenu, vrátil se však a 18. listopadu dalšími třemi góly zničil De Graafschap (výhra 8:0).
Potíže s kolenem jej znovu dostihly v polovině prosince, chyběl až do dubna.
Eindhoven v závěru sezóny ztratil místo v čele tabulky ve prospěch Ajaxu. Ronaldo stihl zasáhnout už jen do předposledního zápasu proti Spartě Rotterdam (porážka 1:2), a to pouze na druhý poločas. Proti tomu samému soupeři nastoupil i ve finále domácího poháru v květnu 1996, to mužstvo Dicka Advocaata zvítězilo 5:2.
Za sezónu zaznamenal 18 branek za 19 zápasů.

### FC Barcelona (1996–1997)
Ronaldo zamířil za částku 12,5 milionu liber (£) do Barcelony,
kterou vedl anglický trenér Bobby Robson. V srpnovém dvojutkání o nakonec získaný Španělský superpohár se Ronaldo prosadil už po šesti minutách, a to další gól a gólovou asistenci přidal.
Barcelona první zápas vyhrála 5:2.
Soupeřem v rámci 10. kola La Ligy byla dne 26. října Valencia. Ronaldo poslal katalánské mužstvo do vedení po 15 minutách a ve 35. minutě vedení navýšil. Soupeř však po půli vyrovnal góly Ferreiry a Karpina. Poslední slovo měl ale mít Ronaldo, který ten večer překonal brankáře Zubizarretu potřetí.
Během jednoho roku v Barceloně vstřelil 47 soutěžních gólů za 49 utkání.

### Inter Milán (1997–2002)

#### První sezóna (1997–1998)
Ronaldo byl už ve svých 20 letech fotbalovou hvězdou, jejíž služby si za částku 32 milionu dolarů ($) zajistil Inter Milán pod vedením Massima Morattiho. Podepsal kontrakt na pět let.
Nově příchozí kouč Luigi Simoni Ronalda nasadil do úvodního utkání italské ligy proti Brescii, se kterou milánský klub vyhrál 2:1 díky gólům jiného debutanta, Álvara Recoby.
Úvodní šňůra dvanácti zápasů bez prohry se neobešla bez devíti Ronaldových branek. Po prohře s Udinese 0:1 se Inter na domácím hřišti utkal s Juventusem, kde Djorkaeff vstřelil jediný gól celého klání. Byl to Ronaldo, kdo mu asistoval nahrávkou poté, co se sám vyhnul dvojici obránců – Paolu Monterovi a Ciru Ferrarovi.
Průběhem sezóny přišla krize, po prohře s Parmou se ale Inter na jaře vzchopil a zaznamenal šest výher za sebou včetně té (3:0) proti AC Milán. Ronaldo se na ní podílel přesně mířeným lobem za záda gólmana Sebastiana Rossiho.
Souboj o titul mezi Interem a Juventusem se měl rozhodnout na Stadio delle Alpi. Juventus měl jednobodový náskok, do konce soutěže zbývaly čtyři zápasy. Turínští se dostali do vedení gólem Del Piera. Ronaldo se dvacet minut před koncem dostal do šance, byl však odstaven Markem Iulianem. Rozhodčí Piero Ceccarini penaltu nepískl a Inter padl.
Mistrovský titul vybojoval Juventus.
Cesta italským pohárem Coppa Italia skončila ve čtvrtfinále proti AC Milán. Naproti tomu v Poháru UEFA se zadařilo. Ve finále milánské mužstvo stanulo proti římskému Laziu, do kterého Ronaldo nastoupil po boku Zamorana. Zamorano a Zanetti poslali Inter do vedení 2:0, v 70. minutě výhru zpečetil sám Ronaldo poté, co překonal Marchegianiho.
Pro Inter to byl už třetí triumf v Poháru UEFA za posledních osm let.

#### Třetí sezóna (1999–2000)
Třetí rok za Nerazzurri nastřílel pouze tři góly v Serii A, a to proti Piacenze, AC Milán a Lecce. Právě proti Lecce 21. listopadu 1999 si přivodil potíže se šlachou v pravém koleni a v 59. minutě musel střídat.
Inter Milán utkání vyhrál 6:0, na několik měsíců ale přišel o Ronalda.
Podle všeho byl připraven na první zápas finále domácího poháru proti Laziu dne 12. dubna 2000. Ze střídačky přihlížel Simeoneho brance na 2:1 pro Římany, o několik minut později vkročil na trávník za Baggia.
Znovu se ale ozvalo pravé koleno, které Ronaldovi zabránilo zápas dohrát. Inter tedy podlehl 1:2 a v odvetě gól již nepadl.

#### Čtvrtá sezóna (2000–2001)
Ronaldo byl pro zranění nucen vynechat celou sezónu 2000/01, během které skončili „Černomodří“ v italské lize až pátí.

#### Pátá sezóna (2001–2002)
Po 21 měsících se Ronaldo dočkal návratu na hřiště – v půlce srpna si na 35 minut zahrál v jím organizovaném charitativním zápase proti šampionovi nigerijské ligy, týmu Enyimba (výhra 7:0). Při odchodu z trávníku dostal „standing ovation“ od 20 tisíc přihlížejících.
Prvním soutěžním zápasem po nucené přestávce byl souboj proti rumunskému Brașovu v rámci Pohár UEFA.

### Real Madrid (2002–2007)

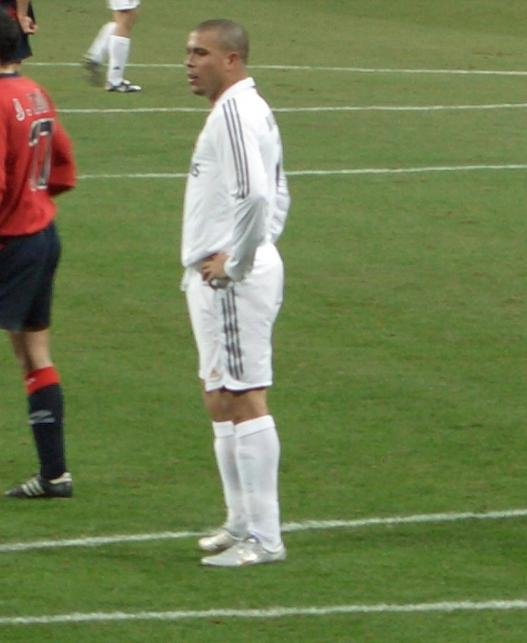
Ronaldo ve dresu „Bílého baletu“

V srpnu 2002 se čerstvý mistr světa Ronaldo stal posilou Realu Madrid, který pod Florentinem Pérezem budoval hvězdný tým přezdívaný „Galácticos“. Madridskému celku se upsal na čtyři roky.
Přestupová částka činila 47 milionů eur.
La Liga poprvé poznala Ronalda 6. října. V průběhu druhého poločasu proti Alavés nahradil Gutiho a asi minutu poté přesně zacílil za gólmana Dutruela zvyšujíc na 3:1, když hrudníkem zpracoval balon od Roberta Carlose. Jeho druhý gól mu připravil McManaman, Real porazil baskický tým 5:2.
Na další gól ve španělské lize čekal do listopadového zápasu s Rayo Vallecano, kde jednou trefou přispěl k vítězství 3:2.
Před třetím skupinovým domácím zápasem Ligy mistrů proti Dortmundu ještě obhajující „Bílý balet“ nevyhrál. Na branku Jana Kollera ale reagovali Raúl a Ronaldo. Ten byl v zápase obzvlášť živý a měl šance vstřelil druhou branku, na Jense Lehmanna ale znovu nevyzrál.
Po remíze 1:1 na Signal Iduna Parku se Real postavil italskému AC Milán, proti němuž stanul Ronaldo za podpory Raúla, Zidaneho a Figa. Ve 12. minutě se dostal do kombinace s Raúlem a ten poslal madridské mužstvo do vedení. Raúl přidal ještě jeden gól a Ronalda střídající Guti třetí. Souboj velkoklubů skončil 3:1, za Milán skóroval Rivaldo.
Jediným gólem venkovního zápasu s Lokomotivem zařídil další cestu za obhajobou. V prvním zápase čtvrtfinále doma proti Manchesteru United vyšel střelecky naprázdno, přesto Real vyhrál 3:1. Ronaldo byl ve 20. minutě zastaven Wesleym Brownem, ale penaltu rozhodčí Anders Frisk nepískl.
První patnáctiminutovka na Old Trafford byla v režii Angličanů, poté se ale režie chopili Los Blancos a po ose Zidane–Guti se míč dostal k Brazilcovi, jenž nedal brankáři Barthezovi šanci.
Před poločasem srovnal van Nistelrooy, po něm vrátil Španělům vedení Ronaldo, který opět těžil z kombinace Zidana a Gutiho a z nepozornosti obránců Browna a O’Shey.
Ačkoli fotbalisté United opět srovnali, v 59. minutě Ronaldo opět přesně zakončil po další přihrávce Gutiho.
David Beckham sice otočil stav zápasu na 4:3 pro anglický tým, na postup přes Real to ale nestačilo.
Domácí semifinále s Juventusem odstartoval v útoku po boku Morientese. Ve 23. minutě prostřelil Buffona a otevřel skóre, jeho potíže s lýtkem ale přiměly trenéra del Bosqueho vystřídat jej. Juventus nakonec prohrál 1:2,
na domácí půdě ale Los Blancos vyřadil.
Po sezóně 2003/04 měl na svém kontě 25 branek za 32 utkání a získal tak svou druhou Trofeo Pichichi pro nejlepšího střelce La Ligy.

### AC Milán (2007–2008)
Dne 30. ledna 2007 přestupuje za 7,5 milionu Euro + 500 000 Euro na bonusech v případě kvalifikace do LM 2007/08. Jelikož LM hrál za Real Madrid, tak podle nařízení UEFA, které zakazuje hrát v evropských pohárech za dva různé kluby, nemůže klubu Rossoneri pomoci v LM. První utkání odehrál 11. února proti Livornu (2:1). První branku vstřelil již ve druhém utkání 17. února když pomohl k vítězství nad Sienou (4:3). Do konec sezony nastoupil do čtrnácti utkání a vstřelil sedm branek a přispěl k dosažení čtvrté pozice, která zajistila kvalifikaci pro příští ročník LM. I když oficiálně nikdy nevyhrál LM, stal se alespoň oslavujícím spoluhráčem.
V sezoně 2007/08 utrpěl několik zranění, které ho donutily vynechat MS klubů. Do posledního utkání, které odehrál 13. února 2008 se ukázal na hřišti jen na šest utkání a vstřelil dvě branky. Po tomhle utkání přišlo další vážné zranění levého kolena a musel jít na operaci. Po operaci se již v mediích psalo o konci kariéry. Dne 30. června 2008 vypršela jeho smlouva s Rossoneri, který se rozhodl ji neobnovit pro následující sezónu. Poprvé ve své kariéře tak brazilský útočník zůstal bez smlouvy.

## Reprezentační kariéra

### Mistrovství světa 1994
Trenér Carlos Alberto Parreira 17letého Ronalda vměstnal do nominace pro mistrovství světa 1994. Fotbalisté jako Romário, Dunga, Zinho, Jorginho a Cafú získali Brazílii historicky čtvrté zlato. Ronaldo se během mistrovství na hřišti neobjevil.

### Copa América 1997
Trenér Mário Zagallo Ronalda zahrnul do konečné nominace na turnaj Copa América 1997. V prvním utkání proti Kostarice pomohl dvěma góly k výhře 5:0.
Výhry nad Mexikem 3:2 a Kolumbií 2:0 zajistili Brazilcům první místo, ve čtvrtfinále pak čekala Paraguay. Tu Ronaldo pokořil jedinými dvěma góly v onom utkání.
Ve finále stanul Ronaldo po boku Edmunda, nikoliv Romária, proti domácí Bolívii, která ještě v průběhu druhého poločasu hrála nerozhodně 1:1. Nejprve Ronaldo a poté Zé Roberto rozhodli o výhře 3:1 a zisku prvního zlata od turnaje Copa América roku 1989.

### Konfederační pohár 1997
Brazílie se na prosincovém Konfederačním poháru FIFA v Saúdské Arábii v roce 1997 představila s hvězdným útokem Ronaldo–Romário a dokráčela si pro celkové prvenství.
Po postupu ze skupiny vsítil Ronaldo v semifinále proti České republice první gól na turnaji. Brazílie vyhrála také díky Romáriovi 2:0 a ve finále se střetla s Austrálií, kterou ve skupinovém utkání neporazila, ono utkání totiž skončilo nerozhodně 0:0. V souboji o prvenství čekali diváci na gól 15 minut, Denílson našel Ronalda a ten otevřel skóre. Ve 27. minutě zvýšil vedení na 2:0 a další gól vstřelil z pokutového kopu.
Romário rovněž vstřelil hattrick a Brazílie vyhrála 6:0.

### Mistrovství světa 1998
Na Mistrovství světa 1998 se Ronaldo ocitl v roli největší hvězdy celého šampionátu pořádaného Francií.
Kvůli zranění jej nemohl podporovat Romário,
trenér Mário Zagallo tak Ronalda spároval s Bebetem. Po úvodním vítězství 2:1 proti Skotsku se Brazílie postavila Maroku,
proti kterému vstřelil Ronaldo svůj první gól na turnaji ještě před 10. minutou po přihrávce Rivalda. Brazílie porazila Maroko 3:0 a zajistila si osmifinále.
Na tom nic nezměnila ani prohra s Norskem 1:2, u které byl celých 90 minut rovněž Ronaldo.

### Copa América 1999
Ronaldo se v roce 1999 zúčastnil již svého třetího turnaje Copa América. Trenér Vanderlei Luxemburgo zde představil útočný trojzubec ve složení Ronaldo, Ronaldinho, Rivaldo, který později uspěl na MS 2002.
V úvodním utkání Ronaldo dvěma góly přispěl k vítězství nad Venezuelou 7:0.
Ve třetím utkání proti Chile z penalty zajistil první místo s devíti body, Brazílie vyhrála 1:0.
Proti Argentině vstřelil vítězný gól na 2:1 a dostal mužstvo do semifinále.
Poté, co svěřenci trenéra Luxemburga vyřadili Mexiko góly Amorosa a Rivalda, utkali se v Asunciónu s Uruguayí. Krátce po začátku druhého poločasu navázal na dvougólového Rivalda, zvýšil vedení na 3:0 a toto skóre se již nezměnilo.

### Mistrovství světa 2002
Trenér Luiz Felipe Scolari se na mistrovství světa 2002 rozhodl spoléhat na útočnou trojici tří „R“, kterou utvořili Ronaldo, Rivaldo a Ronaldinho. Ačkoli byl Ronaldo po dlouhodobém zranění a Brazílie se v kvalifikace trápila, na světovém šampionátu v Jižní Koreji a v Japonsku získala svoji pátou zlatou medaili.
Ronaldo se s osmi góly stal nejlepším střelcem celého turnaje. Více než osm gólů na jednom MS vstřelili pouze čtyři hráči: Just Fontaine (13 gólů), Sándor Kocsis (11), Gerd Müller (10) a Eusébio (9).
V úvodním skupinovém utkání proti Turecku Ronaldo srovnal po gólu Hasana Şaşe na 1:1, když v 50. minutě překonal dobře chytajícího brankáře Rustu Recbera. Po 73 minutách jej vystřídal Luizão, na něhož byl spáchán faul v penaltovém území. Následnou penaltu proměnil Rivaldo a Brazílie tak získala tři body za výhru 2:1. Pro Ronalda to byl první reprezentační gól po takřka třech letech.
Podobnou minutáž strávil na trávníku v utkání proti Číně, kterou pomohl porazit jedním gólem a asistencí. Před poločasovou přestávkou byl nedovoleně zastaven, Ronaldinho z následné penalty zvýšil vedení na 3:0. Konečný výsledek 4:0 se urodil v 54. minutě, to na gól Ronaldovi nahrál Cafú.
Ve třetím utkání proti Kostarice si dal Luis Marín vlastní gól, následně navýšil vedení na 2:0 Ronaldo. Ve druhé půli mířil sám na brankáře Ericka Lonnise, ale nepřekonal jej. Utkání odehrál Ronaldo celé, Brazílie nakonec vyhrála 5:2.
V osmifinále proti Belgii se Ronaldo dlouho nedokázal prosadit, svůj pátý gól na turnaji nakonec přece vstřelil, a to v 86. minutě. Zpečetil tak výhru 2:0 poté, co se v průběhu druhého poločasu prosadil Rivaldo.
Ve čtvrtfinále proti Anglii se brazilská ofenzíva prosazovala s obtížemi, naopak anglický forvard Michael Owen se gólově prosadil už během 30 minut. Brazílie ale otočila na 2:1 a udržela vedení i v 10 lidech poté, co byl vyloučen Ronaldinho.
Semifinálový souboj znovu proti Turecku rozhodl Ronaldo jediným gólem utkání ve 49. minutě, v 68. minutě ho vystřídal Luizão.
Turecké defenzívě však dělal větší starosti spíše Rivaldo.
Ve finále čelil Ronaldo reprezentaci Německa a nejlepšímu brankáři turnaje Oliveru Kahnovi, jenž na šampionátu kapituloval jen jednou. Během úvodních 45 minut přesně nezakončil, ale v 67. minutě využil ojedinělé chyby Kahna a poslal vlastní mužstvo do vedení. Druhý a zároveň poslední finálový gól dostal za Kahnovy záda v 79. minutě a získal tak druhou zlatou medaili z mistrovství světa v kariéře.

### Mistrovství světa 2006

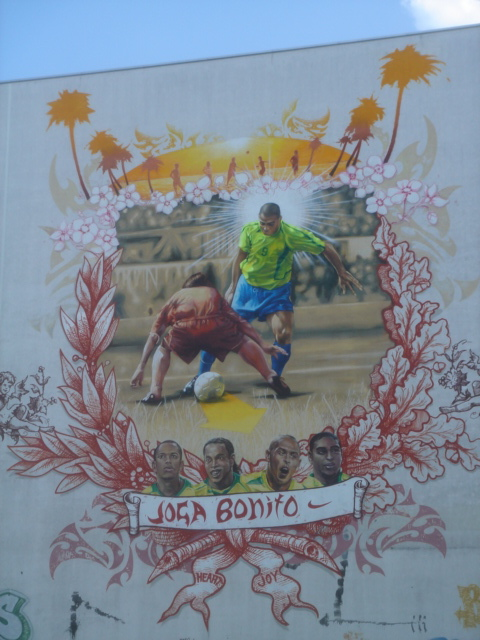
Malba Ronalda na mistrovství světa v Německu v roce 2006

Trenér Parreira měl pro mistrovství světa 2006 v útoku k dispozici nejen Ronalda, ale též Ronaldinha, Kaká, Robinha nebo Adriana. Přes pochybnosti ohledně jeho zdravotního stavu nastoupil Ronaldo proti Chorvatsku v základu vedle Adriana při výhře 1:0. Úvodní utkání se mu úplně nepovedlo, nedokázal se zapojit do dění a až po 55 minutách poprvé střelecky ohrozil gólmana Pletikosu. Po 69 minutách jej vystřídal Robinho.
Proti Austrálii nastoupila Brazílie v totožném složení, kdy dvojici útočníků ofenzivně podporovali ještě Kaká a Ronaldinho. Obrana „Socceroos“ dělala brazilským hvězdám problémy, Ronaldo navíc obdržel poněkud zbytečnou žlutou kartu, když po odpískání ofsajdu vstřelil míč do soupeřovy branky. Několik minut do druhé půle však nahrál Adrianovi na první gól. Později jej opět střídal Robinho, Brazílie díky závěrečnému gólu vyhrála 2:0 a zajistila si postup do osmifinále.
Třetí utkání proti Japonsku hrálo obměněné mužstvo, Ronaldo ale odehrál celých 90 minut. Vyrovnáním na 1:1 překonal počet Pelého gólů na světovém mistrovství a gólem na konečných 4:1 v 81. minutě dorovnal německého útočníka Gerda Müllera, do té doby historicky nejlepšího střelce mistrovství. Mimo jiné byl vyhlášen mužem zápasu podle FIFA.
Proti Ghaně skóroval už po pěti minutách a definitivně překonal Gerda Müllera. Znovu odehrál celé utkání, které Brazílie vyhrála 3:0.
Podobně jako v roce 1998 zastavila Brazílii Francie, tentokráte už ve čtvrtfinále. Evropské mužstvo vyhrálo 1:0 a zatímco Ronaldo nenašel recept na gólmana Fabiena Bartheze, Thierry Henry překonal Didu.
Nakonec obdržel Bronzovou kopačku FIFA pro třetího nejlepšího střelce turnaje.

## Životopis
Narodil se v Bentu Ribeiru, chudém předměstí Rio de Janeira. Jméno dostal po doktoru Ronaldu Valentem, který asistoval jeho matce při třetím porodu. Starší bratr Nelinho a sestra Lone mu však častěji říkali přezdívkou Dadado.
Již v sedmnácti letech byl srovnáván s králem fotbalu Pelém a byl také nominován na Mistrovství světa v USA, kde však nenastoupil. O čtyři roky později ve Francii nastřílel celkem 4 góly. Ovšem den před finálovým utkáním měl záhadný kolaps. Do zápasu sice nastoupil ale byl jenom stín nejlepšího hráče světa. Brazílie bez jeho schopnosti zkrátka prohrála. V roce 2002 v Japonsku a Koreji se stal s osmi brankami nejlepším střelcem, přičemž ve finále dvakrát překonal na turnaji dosud pouze jednou kapitulujícího německého brankáře Olivera Kahna. Na mistrovství světa 2006 vstřelil celkem tři góly, což mu zajistilo překonání rekordu Gerda Müllera a s celkově patnácti vstřelenými brankami se stal nejlepším střelcem MS všech dob. V roce 2011 ukončil svou bohatou a dlouhou kariéru.

## Přestupy
- z Cruzeiro ES do PSV Eindhoven za 5 480 000 eur
- z PSV Eindhoven do FC Barcelona za 15 000 000 eur
- z FC Barcelona do FC Inter Milán za 28 000 000 eur (nejdražší přestup té doby)
- z FC Inter Milán do Real Madrid za 45 000 000 eur (nejdražší přestup té doby)
- z Real Madrid do AC Milán za 7 500 000 eur
- z AC Milán do SC Corinthians Paulista zadarmo

## Hráčská statistika
| Sezóna  | Klub                    | Liga             | Liga   | Liga | Ligové poháry | Ligové poháry | Ligové poháry | Kontinentální poháry | Kontinentální poháry | Kontinentální poháry | Celkem | Celkem |
| Sezóna  | Klub                    | Soutěž           | Zápasy | Góly | Soutěž        | Zápasy        | Góly          | Soutěž               | Zápasy               | Góly                 | Zápasy | Góly   |
| ------- | ----------------------- | ---------------- | ------ | ---- | ------------- | ------------- | ------------- | -------------------- | -------------------- | -------------------- | ------ | ------ |
| 1993    | Cruzeiro ES             | CM+Série A       | 2+14   | 0+12 | BP            | 0             | 0             | SL+RS                | 4+1                  | 8+0                  | 21     | 20     |
| 1994    | Cruzeiro ES             | CM               | 18     | 22   | -             | 0             | 0             | PO                   | 8                    | 2                    | 26     | 24     |
| 1994/95 | PSV Eindhoven           | Eredivisie       | 33     | 30   | NP            | 1             | 2             | UEFA                 | 2                    | 3                    | 36     | 35     |
| 1995/96 | PSV Eindhoven           | Eredivisie       | 13     | 12   | NP            | 3             | 1             | UEFA                 | 5                    | 6                    | 21     | 19     |
| 1996/97 | FC Barcelona            | Primera División | 37     | 34   | ŠP+ŠS         | 4+1           | 6+2           | PVP                  | 7                    | 5                    | 49     | 47     |
| 1997/98 | FC Inter Milán          | Serie A          | 32     | 25   | IP            | 4             | 6             | UEFA                 | 11                   | 6                    | 47     | 34     |
| 1998/99 | FC Inter Milán          | Serie A          | 19     | 14   | IP            | 3             | 0             | LM                   | 6                    | 1                    | 28     | 15     |
| 1999/00 | FC Inter Milán          | Serie A          | 7      | 3    | IP            | 1             | 0             | -                    | 0                    | 0                    | 8      | 3      |
| 2000/01 | FC Inter Milán          | Serie A          | 0      | 0    | IP+IS         | 0+0           | 0             | LM+UEFA              | 0+0                  | 0                    | 0      | 0      |
| 2001/02 | FC Inter Milán          | Serie A          | 10     | 7    | IP            | 1             | 0             | UEFA                 | 5                    | 0                    | 16     | 7      |
| 2002/03 | Real Madrid             | Primera División | 31     | 23   | ŠP            | 1             | 0             | LM+ES+IP             | 11+0+1               | 6+0+1                | 44     | 30     |
| 2003/04 | Real Madrid             | Primera División | 32     | 24   | ŠP+ŠS         | 5+2           | 2+1           | LM                   | 9                    | 4                    | 48     | 31     |
| 2004/05 | Real Madrid             | Primera División | 34     | 21   | ŠP            | 1             | 0             | LM                   | 10                   | 3                    | 45     | 24     |
| 2005/06 | Real Madrid             | Primera División | 23     | 14   | ŠP            | 2             | 1             | LM                   | 2                    | 0                    | 27     | 15     |
| 2006/07 | Real Madrid             | Primera División | 7      | 1    | ŠP            | 2             | 1             | LM                   | 4                    | 2                    | 13     | 4      |
| 2007    | AC Milán                | Serie A          | 14     | 7    | IP            | 0             | 0             | -                    | 0                    | 0                    | 14     | 7      |
| 2007/08 | AC Milán                | Serie A          | 6      | 2    | IP            | 0             | 0             | LM+ES+MSK            | 0+0+0                | 0                    | 6      | 2      |
| 2009    | SC Corinthians Paulista | CP+Série A       | 10+20  | 8+12 | BP            | 8             | 3             | -                    | 0                    | 0                    | 38     | 23     |
| 2010    | SC Corinthians Paulista | CP+Série A       | 9+11   | 3+6  | -             | 0             | 0             | PO                   | 7                    | 3                    | 27     | 12     |
| 2011    | SC Corinthians Paulista | CP               | 2      | 0    | -             | 0             | 0             | PO                   | 2                    | 0                    | 4      | 0      |
| Celkově | Celkově                 | Celkově          | 384    | 280  | -             | 39            | 22            | -                    | 95                   | 50                   | 518    | 352    |

## Reprezentační statistika

### Statistika na velkých turnajích
| Reprezentace | Rok  | Zápasy              | Zápasy | Zápasy     | Zápasy           | Zápasy           | Zápasy           |
| Reprezentace | Rok  | Fáze turnaje        | Datum  | Soupeř     | Odehraných minut | Vstřelené branky | Výsledek         |
| ------------ | ---- | ------------------- | ------ | ---------- | ---------------- | ---------------- | ---------------- |
| Brazílie     | 1994 | Nehrál žádné utkání |        |            |                  |                  |                  |
| Brazílie     | 1995 | 1 zápas ve skupině  | 7. 7.  | Ekvádor    | 5                | 0                | 1:0              |
| Brazílie     | 1997 | 1 zápas ve skupině  | 13. 6. | Kostarika  | 90               | 2                | 5:0              |
| Brazílie     | 1997 | 2 zápas ve skupině  | 18. 6. | Mexiko     | 90               | 0                | 3:2              |
| Brazílie     | 1997 | 3 zápas ve skupině  | 19. 6. | Kolumbie   | 59               | 0                | 2:0              |
| Brazílie     | 1997 | Čtvrtfinále         | 22. 6. | Paraguay   | 90               | 2                | 2:0              |
| Brazílie     | 1997 | Semifinále          | 26. 6. | Peru       | 58               | 0                | 7:0              |
| Brazílie     | 1997 | Finále              | 29. 6. | Bolívie    | 90               | 1                | 3:1              |
| Brazílie     | 1998 | 1 zápas ve skupině  | 10. 6. | Skotsko    | 90               | 0                | 2:1              |
| Brazílie     | 1998 | 2 zápas ve skupině  | 16. 6. | Maroko     | 90               | 1                | 3:0              |
| Brazílie     | 1998 | 3 zápas ve skupině  | 23. 6. | Norsko     | 90               | 0                | 1:2              |
| Brazílie     | 1998 | Osmifinále          | 27. 6. | Chile      | 90               | 2                | 4:1              |
| Brazílie     | 1998 | Čtvrtfinále         | 3. 7.  | Dánsko     | 90               | 0                | 3:2              |
| Brazílie     | 1998 | Semifinále          | 7. 7.  | Nizozemsko | 120              | 1                | 1:1 (4:2 na pen) |
| Brazílie     | 1998 | Finále              | 12. 7. | Francie    | 90               | 0                | 0:3              |
| Brazílie     | 1999 | 1 zápas ve skupině  | 30. 6. | Venezuela  | 90               | 2                | 7:0              |
| Brazílie     | 1999 | 2 zápas ve skupině  | 3. 7.  | Mexiko     | 90               | 0                | 2:1              |
| Brazílie     | 1999 | 3 zápas ve skupině  | 6. 7.  | Chile      | 90               | 1                | 1:0              |
| Brazílie     | 1999 | Čtvrtfinále         | 11. 7. | Argentina  | 90               | 1                | 2:1              |
| Brazílie     | 1999 | Semifinále          | 14. 7. | Mexiko     | 75               | 0                | 2:0              |
| Brazílie     | 1999 | Finále              | 18. 7. | Uruguay    | 90               | 1                | 3:0              |
| Brazílie     | 2002 | 1. zápas ve skupině | 3. 6.  | Turecko    | 73               | 1                | 2:1              |
| Brazílie     | 2002 | 2. zápas ve skupině | 8. 6.  | Čína       | 72               | 1                | 4:0              |
| Brazílie     | 2002 | 3. zápas ve skupině | 13. 6. | Kostarika  | 90               | 2                | 5:2              |
| Brazílie     | 2002 | Osmifinále          | 17. 6. | Belgie     | 90               | 1                | 2:0              |
| Brazílie     | 2002 | Čtvrtfinále         | 21. 6. | Anglie     | 70               | 0                | 2:1              |
| Brazílie     | 2002 | Semifinále          | 26. 6. | Turecko    | 68               | 1                | 1:0              |
| Brazílie     | 2002 | Finále              | 30. 6. | Německo    | 90               | 2                | 2:0              |
| Brazílie     | 2006 | 1 zápas ve skupině  | 13. 6. | Chorvatsko | 69               | 0                | 1:0              |
| Brazílie     | 2006 | 2 zápas ve skupině  | 18. 6. | Austrálie  | 72               | 0                | 2:0              |
| Brazílie     | 2006 | 3 zápas ve skupině  | 22. 6. | Japonsko   | 90               | 2                | 4:1              |
| Brazílie     | 2006 | Osmifinále          | 27. 6. | Ghana      | 90               | 1                | 3:0              |
| Brazílie     | 2006 | Čtvrtfinále         | 1. 7.  | Francie    | 90               | 0                | 0:1              |

## Úspěchy

### Klubové
- 1× vítěz ligy Paulista (2009)
- 1× vítěz ligy Mineiro (1994)
- 2× vítěz španělské ligy (2002/03, 2006/07)
- 2× vítěz brazilského poháru (1993, 2009)
- 1× vítěz nizozemského poháru (1995/96)
- 1× vítěz španělského poháru (1996/97)
- 2× vítěz španělského superpoháru (1996, 2003)
- 1× vítěz Poháru UEFA (1997/98)
- 1× vítěz Poháru PVP (1996/97)
- 1× vítěz Interkontinentálního poháru (2002)

### Reprezentační
- 4× na Mistrovství světa (1994 – zlato, 1998 – stříbro, 2002 – zlato, 2006)
- 3× na Copa América (1995 – stříbro, 1997 – zlato, 1999 – zlato)
- 1× na Konfederačním poháru FIFA (1997 – zlato)
- 1× na Letních olympijských hrách (1996 – bronz)

### Individuální
- 3× Fotbalista roku (FIFA) (1996, 1997, 2002)[3]
- 2× Zlatý míč (1997, 2002)
- 3× Nejlepší hráč podle magazínu World Soccer (1996, 1997, 2002)
- 2× Onze d'Or (1997, 2002)
- 2× Cena Bravo (1997, 1998)
- 1× Nejlepší střelec provincie Mineiro (1993)
- 1× Nejlepší střelec Eredivisie (1994/95 – 30 gólů)[101]
- 2× Nejlepší střelec Primera División (1996/97, 2003/04)
- 1× Nejlepší střelec Poháru PVP (1996/97)
- 1× Nejlepší střelec MS (2002)
- 1× Nejlepší střelec CA (1999)
- 1× Zlatá kopačka (1996/97)[102][103]
- 1× Nejlepší hráč ligy (1997/98)
- 1× Nejlepší hráč provincie Paulista (2009)
- 1× UEFA Club Footballer of the Year (1997/98)[104]
- 2× Nejlepší cizinec ligy (1996/97, 1997/98)
- All Stars Team MS (1998, 2002)
- All Stars Team UEFA (2002)[105]
- All Stars Team ESM (1997, 1998)
- Globe Soccer Awards (Cena za celoživotní přínos – 2018)
- člen Golden Foot (2006)
- člen Zlatý míč – nejlepší tým (2020)